# Hammundeseiche
Hammundeseiche (auch Hoheneiche genannt) ist eine Wüstung im osthessischen Landkreis Hersfeld-Rotenburg. Sie befindet sich auf 440 m ü. NN zwischen Friedewald und Wildeck-Hönebach im Seulingswald. Nicht weit entfernt davon führen die Landstraße 3069 und die hier parallel verlaufende Bundesautobahn 4 vorbei.
Von der Landstraße biegt am sogenannten Nadelöhr die ehemalige Flößholzstraße ab. Nach etwa 600 Metern erreicht man die noch an ihren Grundmauern erkennbare Kirche der schon im 13. Jahrhundert verlassenen Ortschaft; etwa 200 Meter südöstlich davon steht die sogenannte Hammundeseiche, eine ungefähr 500-jährige mächtige Stieleiche, dazwischen befindet sich der frühere Dorfbrunnen mit Weiher.

## Wüstung

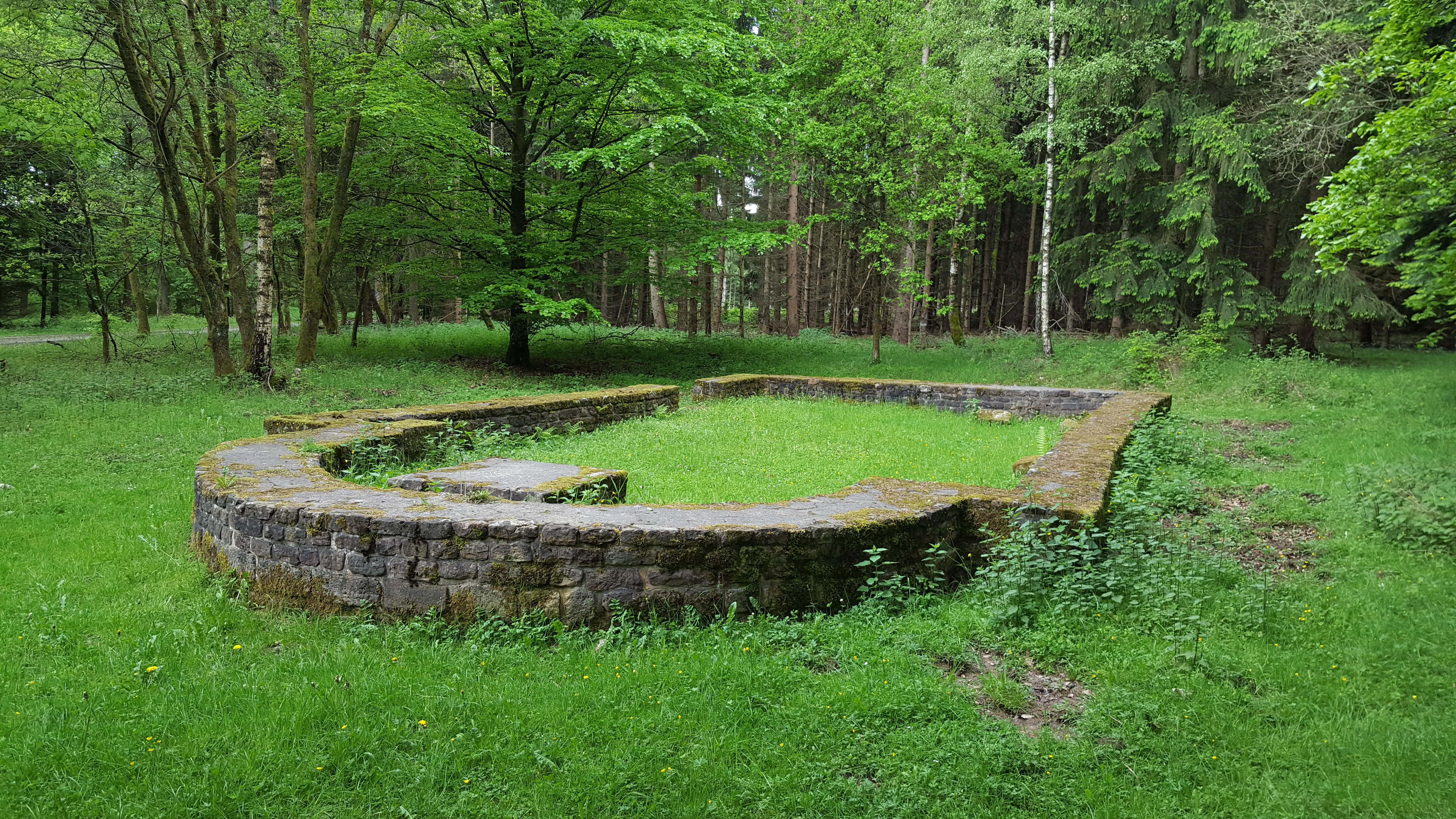
Restaurierte Grundmauern der Kirche

Hammundeseiche wurde wohl Anfang des 10. Jahrhunderts vom Hersfelder Abt, an der Handelsstraße „durch die kurzen Hessen“ gegründet, die die beiden Messestädte Frankfurt am Main und Leipzig verband. Urkundlich erwähnt wird der Ort das erste Mal im Jahr 1141. In diesem Jahr wurde die Kirche aus Stein neu errichtet (novella ecclesiola), vom Würzburger Bischof geweiht und zur Pfarrkirche erhoben. Im Jahr 1312 wurde der Ort als Hamndeych bzw. Hamyndech erwähnt und in der entsprechenden Urkunde als ein schon länger verlassenes Dorf bezeichnet. In derselben Urkunde wird auch die Wasserburg Friedewald als neues, bedeutendes Zentrum im Seulingswald erwähnt. Manche vermuten daher, dass Friedewald der Nachfolgeort von Hammundeseiche sei. Die Kirche stand noch bis zum Beginn des 15. Jahrhunderts, als man sie abtrug.
Der Ort geriet daraufhin völlig in Vergessenheit. Im 19. Jahrhundert wussten die Leute in den umliegenden Ortschaften lediglich noch von einem ehemaligen Dorf zu berichten, das fälschlich Lingelbach genannt wurde. Im Jahr 1969 unternahm man Ausgrabungen und konnte nachweisen, dass es sich um die überlieferte Wüstung Hammundeseiche handelt. Aufgrund dieser Ausgrabungen schätzt man, dass das Dorf etwa 20 Höfe hatte. Man fand die Grundmauern der Kirche, Gräber, den Dorfbrunnen mit dem Dorfweiher, einen Brennofen mit Scherben sowie einen Backofen und mittelalterliche Ackerraine.
Von dem Ort sind heute nur noch die Kirche und der Dorfbrunnen und zu erkennen. Alle anderen Gebäude waren aus Holz und sind damit vollständig verschwunden. Die Grundmauern der Kirche wurden nach den Ausgrabungen 1973 wiederhergestellt.

## Dicke Eiche

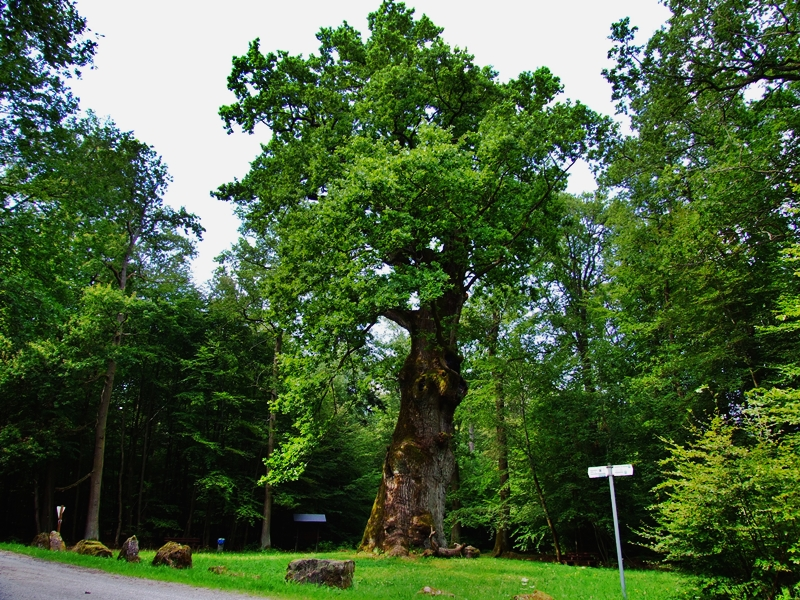
Die Hammundeseiche ist ein Naturdenkmal

An markanter Stelle neben dem früheren Dorfbrunnen steht eine dicke Eiche, früher Dicke Eiche am Nadelöhr genannt, heute Hammundeseiche. Mit 8,77 Meter (2001) Stammumfang in einem Meter Höhe beziehungsweise 8,65 Meter (2015) in Brusthöhe zählt der Baum zu den stärksten seiner Art. Die freigestellte Stieleiche ist etwa 25 Meter hoch und hat eine rund 20 Meter große Krone. Das Naturdenkmal befindet sich ungefähr 200 Meter südöstlich der ehemaligen Kirche auf 435 Meter über NN. Wohl steht die Eiche inmitten der ehemaligen Ortschaft, ist mit einem geschätzten Alter zwischen 400 und 600 Jahren jedoch keine 1000-jährige Dorfeiche.

## Nadelöhr
Das Nadelöhr steht in einem schmalen Waldstreifen, zwischen der oben erwähnten Landstraße und der Autobahn. Es befand sich früher an der höchsten Stelle der Altstraße „durch die kurzen Hessen“ im Seulingswald, auf 470,3 Meter über NN. (Lage→)
Das Nadelöhr besteht aus drei Sandsteinblöcken und hat die Form eines kleinen Häuschens mit einem Satteldach. Es ist 63 cm tief, 102 cm breit und etwa 100 cm hoch. Die Öffnung in Form einer kleinen Pforte, ist etwa 60 cm breit und 65 cm hoch. Auf dem nördlichen Giebelfeld wurde mit kunstlosen unregelmäßigen Buchstaben „NĀDELŌR 1561“ eingraviert. Auf der gegenüberliegenden Seite stehen unter einem achtstrahligen Stern die Initialen „ML ZH“. Das Kürzel steht für Moritz Landgraf zu Hessen.
Es wurde als Nollenöhr erstmals urkundlich erwähnt und als hohle Eiche beschrieben, deren Öffnung in der Regel länglich und schmal war. Solche Bäume mit Öffnungen, z. B. Astlöcher, Astschlingungen, Astgabelungen oder Wurzellöcher, die auch künstlich geschaffen wurden, nannte man auch Zwieselbäume, Durchzugs-Eichen oder Elfenlöcher. Es wurde als heilwirksam angesehen, dort hindurchzukriechen.
Dahinter verbirgt sich der Brauch einer Reinigung, (rites de passage). Dieser Heilritus ist auf einen keltischen bzw. germanischen Brauch zurückzuführen. Rituelle Ähnlichkeiten gab es auch beim Durchzug von siegreichen römischen Heeren durch eine porta triumphalis, einen Triumphbogen. Die Kirche vereinnahmte diesen Brauch (Schlupfaltäre) und auch die architektonische Form eines Triumphbogens wurden in der Romanik und in der Renaissance in die Kirchenbauten übernommen. Man erklärt sich so auch die heutige Form des Nadelöhrs, in dem das architektonische Element solcher Portale verkleinert wiedergegeben wurde.
Der verfallene Baum wurde vermutlich 1561 durch einen torähnlichen Aufbau aus Buntsandstein ersetzt, um den Heilgebrauch und den Hänselbrauch des Durchkriechens zu erhalten. Angeblich hatte sich die Landgräfin bei einem Jagdausflug verirrt und der Landgraf fand sie am Nadelöhr wieder. Dies soll für den Landgraf Moritz von Hessen-Kassel Anlass gewesen sein, den Stein erneuern zu lassen. Die Initialen auf dem Stein verweisen darauf.
Man sagt heute: „Wer durch das Nadelöhr kriecht, der bleibt gesund“. Zum gleichen Zweck war es auch üblich, Geldstücke unter das Nadelöhr zu legen. Vermutlich stellte man deswegen im Jahr 1747 neben dem Nadelöhr einen Opferstock auf. Auf ihm steht die Jahreszahl und in einem Band rund um den Stein: „Ein Opferstok vor die Weisen Kinder zu Hersfeld“.

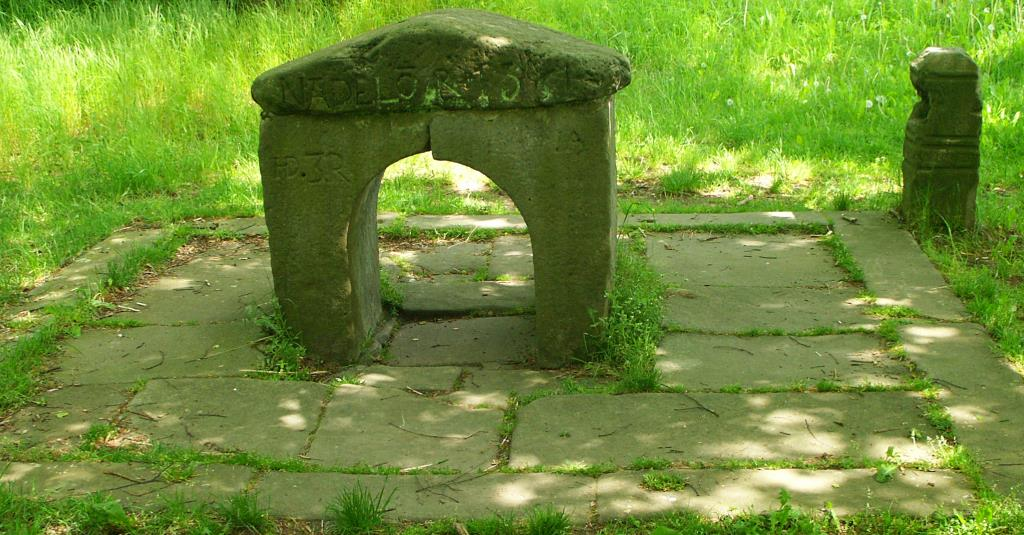
Gesamtansicht des Nadelöhrs mitsamt dem Opferstock
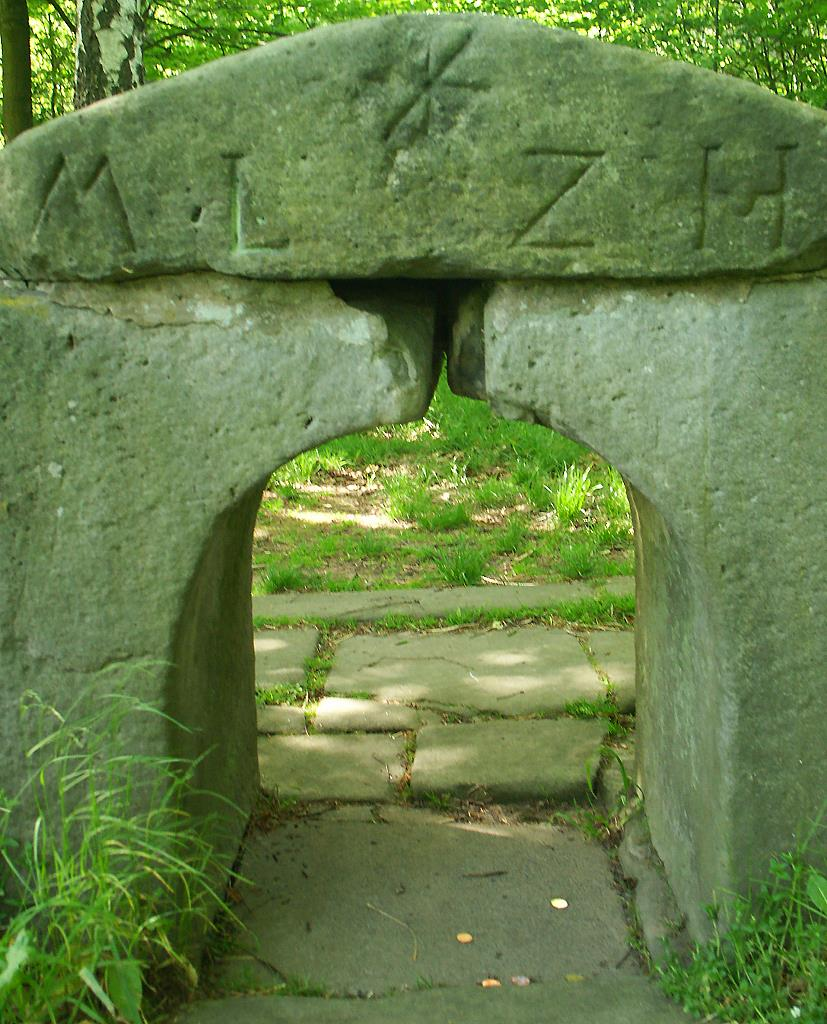
Südliche Ansicht mit Initialen
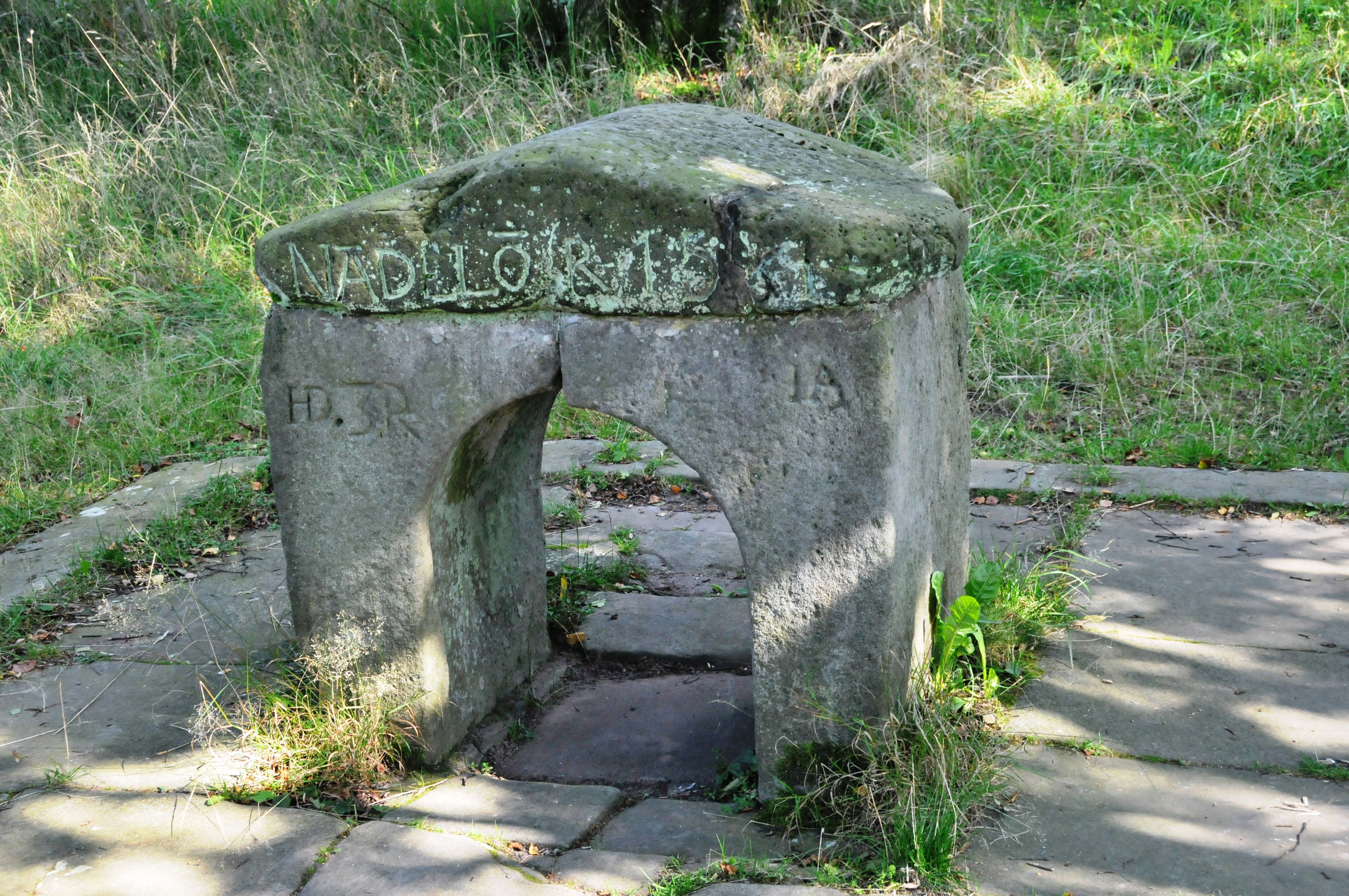
Nördliche Ansicht mit Jahreszahl